# Zygfryd Szołtysik
Zygfryd Ludwik Szołtysik (* 24. Oktober 1942 in Trockenberg, Kreis Beuthen-Tarnowitz, Deutsches Reich) ist ein ehemaliger polnischer Fußballspieler.
Szołtysik besuchte seit seiner Jugend die Sportakademie Zryw Chorzów und spielte für die Jugendmannschaft dieses Vereins. Ab 1962 spielte er für Górnik Zabrze und wurde zu einem der bekanntesten Spieler des Vereins. Bei Górnik spielte er sechzehn Saisons (1962–1974 und 1975–1978) mit einer einjährigen Unterbrechung für ein Engagement beim französischen US Valenciennes-Anzin (1974–1975). Nach seinem Abschied von Górnik hatte er eine kurze Vertragszeit beim kanadischen Toronto Falcons Soccer Club (1978), spielte dann sechs Saisons für Górnik Knurów (1978–1984) und beendete seine Karriere nach Vertragszeiten bei deutschen Vereinen der unteren Ligen: in der Oberliga beim SC Eintracht Hamm (1986–1987) und in der Landesliga beim SVA Bockum-Hövel (1987–1990). Mit 395 absolvierten Spielen in der ersten Liga ist Szołtysik Mitglied des Klub 300.
Mit Górnik Zabrze wurde er siebenmal polnischer Meister (1963–1967, 1971, 1972), gewann sechsmal den Polnischen Fußballpokal (1965, 1968–1972) und spielte im Finale des Europapokals der Pokalsieger 1969/70.

## Vereinskarriere

### Kindheit und Anfänge der Karriere (1942–1961)
Zygfryd wurde am 24. Oktober 1942 in seinem Elternhaus in Trockenberg als Sohn des Bergmanns Paweł Szołtysik und Klara geb. Kubik, geboren. Er hatte drei Geschwister: zwei Schwestern und einen neun Jahre jüngeren Bruder, Andrzej Szołtysik, der ebenfalls Fußballspieler war. Zygfryds Vater war Bergmann. Er spielte hobbymäßig Geige und versuchte vergeblich, seinen Sohn davon zu überzeugen, das Spielen dieses Instruments zu erlernen. Im Jahr 1956 begann Szołtysik seine Karriere bei Zryw Chorzów. Er kam unter die Obhut des Trainers Józef Murgot, der ihn während eines Schulturniers in Chorzów entdeckte. Ein bedeutender Erfolg für Szołtysik war die polnische Juniorenmeisterschaft im Jahr 1960. Zryw spielte im Endspiel unentschieden gegen Gwardia Warszawa (1:1, 28. September), sodass ein zweites Finale im Stadion Śląski notwendig war, in dem Murgots Spieler siegten (5:0, 18. Oktober). Im Jahr 1961 verteidigte Szołtysik den Titel aus der vorherigen Saison, als Zryw im Endspiel Górnik Wałbrzych besiegte (10:1, 13. September). Durch seine guten Leistungen zog Szołtysik die Aufmerksamkeit führender schlesischer Vereine auf sich: Ruch Chorzów, mit dem er einen Vorvertrag unterschrieb, und Górnik Zabrze. Da Szołtysik minderjährig war, waren seine Eltern für die Unterzeichnung der Spielerlizenz verantwortlich, die einen Vertrag mit Górnik abschlossen. Dadurch wurde Szołtysik mit einer dreimonatigen Sperre bestraft, da es nicht erlaubt war, zwei Verträge gleichzeitig zu unterschreiben.

### Górnik Zabrze (1962–1974)
Szołtysik wurde während der Amtszeit des Trainers Augustyn Dziwisz in der auf die Frühjahrsrunde verkürzten Saison 1962 zu Górnik geholt. Die Saison 1962 wurde auf die Frühjahrsrunde verkürzt und die Teams in zwei Gruppen aufgeteilt, um die Wettbewerbe auf das Herbst-Frühjahr-System umzustellen. Im Gegenzug für die Vertragsunterzeichnung boten die Funktionäre der Familie Szołtysik eine Wohnung in Zabrze, Schulbildung für die Schwestern und den Bruder, Arbeit in der Mine für den Vater sowie eine Waschmaschine an. Für Górnik debütierte Szołtysik in einem Ligaspiel gegen KS Cracovia (1:4, 11. März 1962), als er zur Halbzeit Joachim Czok ersetzte, und erzielte in diesem Spiel sein erstes Tor per Kopfball. Im Spiel gegen Zagłębie Sosnowiec (5:2, 22. April 1962), das im Rahmen des vierten Spieltags ausgetragen wurde, erzielte Szołtysik einen Hattrick. In der verkürzten Saison gewann Górnik seine Gruppe und traf im Play-off um die polnische Meisterschaft auf den Sieger der anderen Gruppe. Nach der Niederlage in beiden Spielen gegen Polonia Bytom wurde Zabrze Vizemeister, wobei Szołtysik in beiden Spielen ein Tor erzielte. Im ersten Spiel gewann Polonia (1:4, 21. Juni 1962), während im siegreichen Rückspiel (1:2, 1. Juli 1962) der Torverlust nicht aufgeholt werden konnte. Szołtysik trat in allen vierzehn Ligaspielen an und erzielte elf Tore, womit er in der Torschützenwertung den dritten Platz belegte. In den nach vier Jahren wieder aufgenommenen Wettbewerben um den Polnischen Pokal 1961/62 erreichte Górnik das Finale, das im Stadion Śląski ausgetragen wurde, und verlor gegen Zagłębie Sosnowiec (2:1, 22. Juli 1962).
In der Saison 1962/63 gewann Górnik unter der Führung von Edward Cebula, der nach weniger als zwei Monaten Feliks Karolek ablöste, die polnische Meisterschaft. Im Oktober, vor dem Spiel gegen ŁKS Łódź (3:3, 14. Oktober 1962), zog Szołtysik sich eine Kopfverletzung zu. Dieser Unfall schloss Szołtysik von der Teilnahme am Spiel aus. Im Wettbewerb um den Polnischen Pokal 1962/63 schied Górnik im Halbfinale nach einer Niederlage gegen Ruch Chorzów (0:3, 14. April 1963) aus. Am Ende der Saison nahm Szołtysik mit Górnik am Turnier der International Soccer League in den Vereinigten Staaten teil. Górnik gewann im Halbfinale des Turniers, verlor dann aber im Finale gegen West Ham United verloren. Das erste Spiel endete unentschieden (1:1, 31. Juli 1963), weshalb ein zweites Spiel ausgetragen wurde, um den Sieger zu ermitteln. In diesem erwiesen sich die Engländer als besser (0:1, 4. August 1963), die im Finale auf TJ Dukla Praha trafen. In den Gruppenspielen gegen Helsingborgs IF (5:2, 17. Juli 1963) und Wiener SC (3:2, 21. Juli 1963) erzielte Szołtysik jeweils zwei Tore.
Górnik verteidigte in der Saison 1963/64 die polnische Meisterschaft aus der vorherigen Saison. Im Spiel gegen Zagłębie Sosnowiec (7:1, 28. August 1963) überwand Szołtysik dreimal den gegnerischen Torwart. Im Europapokal der Landesmeister schied Górnik im Achtelfinale aus, nachdem sie das Hin- und Rückspiel gegen TJ Dukla Prag verloren hatten. Im Rückspiel (4:1, 20. November 1963) erzielte Szołtysik das Ehrentor.
Ein Jahr später, in der Saison 1964/65, gewannen die Spieler von Górnik das Double: die polnische Meisterschaft und den Polnischen Pokal, indem sie im Finale Czarni Żagań besiegten (4:0, 2. Juni 1965). Im Europapokal der Landesmeister schied Górnik zu Beginn des Wettbewerbs aus. Nach einem unentschiedenen Hin- und Rückspiel gegen Dukla Prag war ein Entscheidungsspiel notwendig, das ebenfalls unentschieden endete (0:0, 14. Oktober 1964). Das Los entschied zugunsten der tschechoslowakischen Mannschaft.
Nach drei Ligaspielen in der Saison 1965/66 wurde Władysław Giergiel neuer Trainer von Górnik. Er revolutionierte den Spielstil der Mannschaft und änderte die Formation auf 4–2–4, was mit Szołtysiks Fähigkeiten eine ständige Bedrohung für die Gegner darstellte. Górnik wurde erneut polnischer Meister, konnte jedoch den Pokal aus der vorherigen Saison nicht verteidigen. Nach Verlängerung verloren sie das Finale gegen Legia Warschau (1:2 n. V., 15. August 1966). Szołtysik spielte in allen 26 Ligaspielen. Nur gegen Wisła Krakau (1:1, 10. April 1965) spielte er nicht die volle Spielzeit, da er zu Beginn des Spiels den verletzten Jerzy Musiałek ersetzte. Im Europapokal der Landesmeister schied Górnik im Viertelfinale aus, nachdem sie das Hin- und Rückspiel gegen Sparta Prag verloren hatten. Szołtysik erzielte im Rückspiel (1:2, 28. November 1965) das Ehrentor. Szołtysik spielte auch in allen sechs Gruppenspielen des Intertoto Cups. Trotz des Gewinns der Gruppe B3 wurde Górnik vom UEFA-Exekutivkomitee nicht für das Viertelfinale zugelassen. Nach den Bestimmungen durfte der Landesmeister, der am Europapokal der Landesmeister teilnahm, nicht an anderen europäischen Wettbewerben wie dem Europapokal der Pokalsieger, Messestädte-Pokal und UEFA Intertoto Cup teilnehmen. Górnik durfte nur in der Gruppenphase des Intertoto Cups spielen, da die Regelung eine Ausnahme „außerhalb der Sommerpause“ im Juni und Juli 1966 statt vorsah.
Unter der Leitung des neuen Trainers Géza Kalocsay gewann Górnik in der Saison 1966/67 erneut die polnische Meisterschaft. Szołtysik war der einzige Spieler, der alle 26 Ligaspiele in voller Länge absolvierte. Im Europapokal der Landesmeister schied Górnik im Viertelfinale aus, nachdem sie das Hin- und Rückspiel gegen ZSKA Sofia verloren hatten. Im Rückspiel (3:0, 7. Dezember 1966) erzielte Szołtysik das erste Tor in der 1. Minute.
In der darauffolgenden Saison 1967/68 konnte Górnik die polnische Meisterschaft des Vorjahres nicht verteidigen und belegte in der Liga den dritten Platz. Szołtysik gewann zum zweiten Mal in seiner Karriere mit Górnik den Polnischen Pokal, indem sie im Finale im Stadion Śląski Ruch Chorzów besiegten (3:0, 26. Juni 1968). Im Europapokal der Landesmeister schied Górnik im Viertelfinale aus, nachdem sie das Hin- und Rückspiel gegen Manchester United verloren hatten, während Szołtysik in beiden Achtelfinalspielen gegen Dynamo Kiew ein Tor erzielte. Im Herbst 1967 belegte er mit einer Stimme den 26. Platz bei der Wahl der France Football zum „Ballon d’Or“ und wurde damit gemeinsam mit Włodzimierz Lubański der erste polnische Fußballspieler, der auf der Liste der besten Spieler Europas platziert wurde.
Górnik erreichte in der Saison 1968/69 den Vizemeistertitel in Polen, obwohl sie zu einem Zeitpunkt sechs Punkte Vorsprung auf den Ligameister Legia Warschau hatten. Szołtysik war der einzige Spieler, der alle 26 Ligaspiele in voller Länge absolvierte. Im Wettbewerb um den Polnischen Pokal erreichte Górnik das Finale, in dem sie Legia besiegten (2:0, 28. Mai 1969), und Szołtysik wurde als bester Spieler auf dem Platz ausgezeichnet. 1969 wurde Szołtysik mit den „Goldenen Schuhen“ im Wettbewerb der Redaktion der Katowicer Zeitung Sport ausgezeichnet.
In der Saison 1969/70 belegte Górnik den dritten Platz in der Liga und verteidigte den Polnischen Pokal aus der vorherigen Saison, indem sie im Finale im Stadion Śląski Ruch Chorzów besiegten (3:1, 5. August 1970). Szołtysik verpasste in den Ligaspielen nur ein Spiel, denn aufgrund einer Verletzung spielte er nicht in der vorletzten Runde gegen Odra Opole (4:0, 17. Juni 1970). Szołtysik erreichte das Finale des Europapokals der Pokalsieger, in dem Górnik gegen Manchester City verlor (2:1, 22. April 1970) und gleichzeitig das einzige polnische Team in der Geschichte wurde, das ein europäisches Pokalfinale erreichte.
Die Saison 1970/71 brachte Górnik unter der Leitung von Ferenc Szusza das nationale Double ein. Nach dreijähriger Pause errangen sie sowohl die polnische Meisterschaft als auch den Polnischen Pokal durch einen Finalsieg gegen Zagłębie Sosnowiec (3:1, 27. Juni 1971). Szołtysik verpasste in der Liga lediglich das Spiel gegen Stal Rzeszów (0:1, 31. Oktober 1970), da er dieses auf der Ersatzbank verbrachte. Als Sensation der Saison galt der historische Rekordsieg in europäischen Wettbewerben gegen Aalborg BK (8:1, 30. September 1970), bei dem auch Szołtysik traf. Im Europapokals der Pokalsieger war im Viertelfinale Schluss, nach einer Niederlage im Entscheidungsspiel gegen Manchester City (1:3, 31. März 1971) in Kopenhagen. Das zusätzliche Spiel wurde nötig, weil Górnik das Hinspiel gewann (2:0, 10. März 1971) und Manchester City im Rückspiel ausglich (2:0, 24. März 1971).
Antoni Brzeżańczyk übernahm die Mannschaft für die Saison 1971/72, wurde aber in der Frühjahrsrunde von Jan Gerard Kowalski abgelöst. Erneut sicherte sich Górnik das Double aus Meisterschaft und Pokal. Im Pokalfinale bezwang das Team Legia Warschau (5:2, 4. Juni 1972), wobei Szołtysik einen Treffer beisteuerte. Als einziger Spieler von Górnik absolvierte er alle 26 Ligaspiele. Mit seinem siebten Meistertitel erreichte Szołtysik den dritten Platz in der Rangliste der erfolgreichsten Spieler seines Clubs Górnik Zabrze (gleichauf mit Włodzimierz Lubański und Jan Kowalski).
Weniger erfolgreich verlief die folgende Saison 1972/73. Górnik konnte keinen der Vorjahrestitel verteidigen und landete in der Liga nur auf dem vierten Platz, punktgleich mit Gwardia Warszawa, aber mit schlechterer Tordifferenz. Szołtysik kam auf 24 Ligaeinsätze, verpasste aber die Partien gegen Zagłębie Wałbrzych (0:1, 19. Mai 1973) und Pogoń Stettin (1:0, 26. Mai 1973) verletzungsbedingt.
Zum Abschluss seiner Zeit bei Górnik errang Szołtysik in der Saison 1973/74 noch einmal die Vizemeisterschaft. Im Pokalwettbewerb scheiterte das Team im Halbfinale an Ruch Chorzów (2:2 nach Verlängerung, 7:6 im Elfmeterschießen, 17. Juli 1974). Nach Saisonende erhielt der mittlerweile 32-jährige Szołtysik die Freigabe für einen Wechsel ins Ausland und schloss sich dem französischen Verein US Valenciennes-Anzin an.

### US Valenciennes-Anzin (1974–1975)
In der Saison 1974/75 wechselte Szołtysik zum Zweitligisten US Valenciennes-Anzin, wo sein ehemaliger Mannschaftskollege Erwin Wilczek bereits seit einem Jahr spielte. Szołtysik gab sein Debüt in einem verlorenen Ligaspiel gegen den FC Lorient (0:1, 18. August 1974), und sein erstes Tor erzielte er in einem Spiel um den Französischen Pokal gegen den SC Amiens (2:0, 2. Februar 1975). Valenciennes, unter der Leitung von Trainer Jean-Pierre Destrumelle, triumphierte in der Ligue 2 mit einem Punkt Vorsprung vor den FC Rouen und sicherte sich damit den Aufstieg in die höchste Spielklasse. Im Französischen Pokal schied Valenciennes im Achtelfinale nach einer Niederlage im Hin- und Rückspiel gegen den FC Metz aus. Aufgrund der Schwangerschaft seiner Frau kehrte Szołtysik nach einem einjährigen Aufenthalt in Valenciennes zu Górnik Zabrze zurück. Er kommentierte seinen Abgang mit den Worten: „Es war nicht leicht für mich in Frankreich. Ich konnte die Sprache nicht, konnte nicht plaudern, nicht scherzen. […] Ich bedaure, dass es so gekommen ist. Ich war damals noch in Form und hatte die Chance, mich im Westen zu zeigen. Ich habe diese Chance nicht genutzt.“

### Górnik Zabrze (1975–1978)
Nach seiner Rückkehr zu Górnik bot die Klubführung Szołtysik die Position des Jugendtrainers an. Empört lehnte er das Angebot der Funktionäre ab und kommentierte den Vorschlag mit den Worten: „Zuerst möchte ich selbst noch trainieren.“ In der Saison 1975/76 belegte Górnik in der Liga den neunten Platz, wobei Szołtysik als bester Spieler des Teams galt.
Górnik erreichte in der Saison 1976/77 den dritten Platz in der Liga. Szołtysik war neben Bernard Jarzina und Stanisław Gzil einer von drei Spielern seines Vereins, die alle 30 Ligaspiele über die volle Distanz absolvierten. Szołtysik erzielte in der Liga drei Tore, davon zwei per Elfmeter gegen Szombierki Bytom (2:1, 22. August 1976) und den KS ROW 1964 Rybnik (0:1, 20. April 1977).
In der Saison 1977/78 stieg Górnik zum ersten Mal in der Vereinsgeschichte in die 2. Liga ab, was durch eine Auswärtsniederlage gegen Arka Gdynia (3:0, 19. April 1978) besiegelt wurde. Dies war Szołtysiks letztes Spiel für Górnik, da er in den letzten beiden Saisonspielen gegen Śląsk Wrocław und den FKS Stal Mielec aufgrund eines Muskelfaserrisses, den er bei einem Spaziergang mit seiner Tochter erlitten hatte, nicht zum Einsatz kam. Szołtysik bestritt in 16 Saisons für Górnik über 500 Spiele in allen Wettbewerben, was ihn zum Spieler mit den meisten Einsätzen in der Vereinsgeschichte machte.

### Karriereende (1978–1990)
Im Jahre 1978 hatte Szołtysik einen kurzen Auftritt beim kanadischen Verein Toronto Falcons Soccer Club. Dort spielte er gemeinsam mit Janusz Żmijewski, mit dem er 1961 bei der U-18-Europameisterschaft bis ins Finale gekommen war. In der Saison 1978/79 wurde Szołtysik Spieler des Drittligisten Górnik Knurów. Mit diesem verpasste er nur knapp den Aufstieg, da Górnik im Wettbewerb mit dem GKS 1962 Jastrzębie um einen Punkt unterlag. In der Saison 1979/80 schaffte Szołtysik mit Górnik Knurów den Aufstieg in die 2. Liga. Nach sechs in Polen verbrachten Jahren beendete er seine Fußballkarriere und zog 1986 dauerhaft nach Deutschland. Nach einer zweijährigen Pause nahm er seine Karriere bei unterklassigen Vereinen wieder auf: Eintracht Hamm (1986–1987) und SVA Bockum-Hövel (1987–1990). Seine Karriere beendete er endgültig 1990 im Alter von 48 Jahren.

## Internationale Karriere
Szołtysik war polnischer Nationalspieler in den Jahren 1963–1972. In dieser Zeit bestritt er 46 Spiele und erzielte zehn Tore. Szołtysik zweifelte diese Zahl jedoch mit den Worten an: „Für das 50. Spiel bekam ich einen Erinnerungswimpel. Es waren immer 52 Spiele, jetzt wurden sie mir auf 46 reduziert.“ Er debütierte in der von Nationaltrainer Tadeusz Foryś geleiteten Mannschaft in einem Freundschaftsspiel gegen Norwegen (9:0, 4. September 1963) und erzielte dabei zwei Tore. Mit der von Nationaltrainer Kazimierz Górski betreuten Mannschaft gewann er die Goldmedaille bei den Olympischen Spielen in München 1972. Von 1961 bis 1966 spielte Szołtysik in der U-23-Nationalmannschaft, in der er beim verlorenen Spiel gegen Jugoslawien (1:0, 25. Juni 1961) debütierte, während er gegen die Tschechoslowakei (1:0, 12. September 1964) sein einziges Tor in dieser Altersklasse erzielte. 1961 gewann Szołtysik mit der U-18-Nationalmannschaft die Silbermedaille bei der U-18-Europameisterschaft.

### U-18-Europameisterschaft 1961
Im Jahre 1961 wurde Szołtysik von Władysław Stiasny für die in Portugal ausgetragene U-18-Europameisterschaft nominiert. Die polnische U-18-Nationalmannschaft gewann die Silbermedaille nach einer Niederlage im Finale gegen die Gastgeber (4:0, 8. April 1961). Szołtysik spielte neben dem Finale in zwei Gruppenspielen gegen Frankreich (4:1, 20. März 1961) und Griechenland (2:2, 4. April 1961) sowie im Halbfinale, in dem die westdeutsche Nationalmannschaft der Gegner war (2:1, 6. April 1961). Im zwischen den Gruppenspielen ausgetragenen Spiel gegen Österreich (3:0, 2. April 1961) erzielte Szołtysik sein erstes Tor in dieser Altersklasse.

### Olympische Sommerspiele 1972
In der Qualifikation für die Olympischen Spiele in München sowie im Hauptturnier wurde die polnische Nationalmannschaft von Kazimierz Górski betreut. Szołtysik spielte in allen sechs Qualifikationsspielen gegen Griechenland (7:0, 26. Mai 1971 und 0:1, 9. Juni 1971) in der ersten Runde sowie Spanien (0:2, 10. November 1971 und 2:0, 26. April 1972) und Bulgarien (3:1, 16. April 1972 und 3:0, 7. Mai 1972) in der zweiten Runde. Polen behielt den ersten Platz in Gruppe 2 und qualifizierte sich für die Olympischen Spiele dank eines Unentschiedens im Spiel zwischen Bulgarien und Spanien (3:3, 31. Mai 1972). Aufgrund der Amateur- und Jugendspieler in den Mannschaften Griechenlands und Spaniens wurden die Spiele als inoffiziell gewertet.
Bei den Olympischen Spielen spielte Szołtysik in vier Gruppenspielen gegen Kolumbien (1:1, 3. September 1972; ebenfalls inoffiziell), Dänemark (1:1, 3. September 1972), die Sowjetunion (1:2, 5. September 1972), Marokko (0:5, 8. September 1972) sowie im Finale gegen Ungarn (1:2, 10. September 1972). Im Spiel gegen die Sowjetunion erzielte Szołtysik nach einer Vorlage von Robert Gadocha ein wichtiges Tor im Hinblick auf den Finaleinzug. Gegen Ungarn leitete er einen Angriff von der linken Seite ein und passte den Ball zu Kazimierz Deyna, der den Ausgleich zum 1:1 erzielte.

## Privatleben
Zygfryd Szołtysik ist Vater von vier Kindern aus zwei Ehen. Er ist ausgebildeter Bergbautechniker, seit 1981 auch Trainer in der 2. Liga. Der Fußballer war in den Kohlebergwerken Makoszowy und Knurów angestellt. Seine Spitznamen auf dem Spielfeld waren: Zyga und Mały (der Kleine). Seit 1986 lebt er in Hamm. In Deutschland arbeitete er in einer Firma, die Gartenmöbel herstellte. 2011 wurde er Mitglied des Klub Ambasadora Górnika Zabrze (deutsch Botschafterklub von Górnik Zabrze) und erhielt ein Zertifikat mit der Nr. 007. Szołtysik gehört dem Klub Wybitnego Piłkarza Śląska (deutsch Klub des herausragenden schlesischen Fußballspielers) an, der vom Schlesischen Fußballverband gegründet wurde. Sein Sohn Dariusz spielte Ende der 1980er-Jahre beim FC Bayer 05 Uerdingen.

## Erfolge
- Polnischer Meister (1963, 1964, 1965, 1966, 1967, 1971, 1972)
- Polnischer Pokalsieger (1965, 1968, 1969, 1970, 1971, 1972)
- Olympische Goldmedaille (1972)
- Silbermedaille U-18-Fußballeuropameisterschaft (1961)